# Universidad de las Américas Puebla
L'Universidad de las Américas Puebla est une université privée située à San Andrés Cholula, dans l'agglomération de Puebla.